# Louis Vandendriessche
Louis VandenDriessche (Oostende, 16 april 1890 -  9 februari 1972) was een Belgisch hotelier en politicus voor de liberalen. 
Vandendriessche was schepen (1947-1952) voor openbaar onderwijs en schone kunsten in Oostende en nadien van 1952 tot 1953 burgemeester van deze West-Vlaamse gemeente. Nadien scheurde hij zich af van de liberale partij.